# Sonia Delaunay-Terk

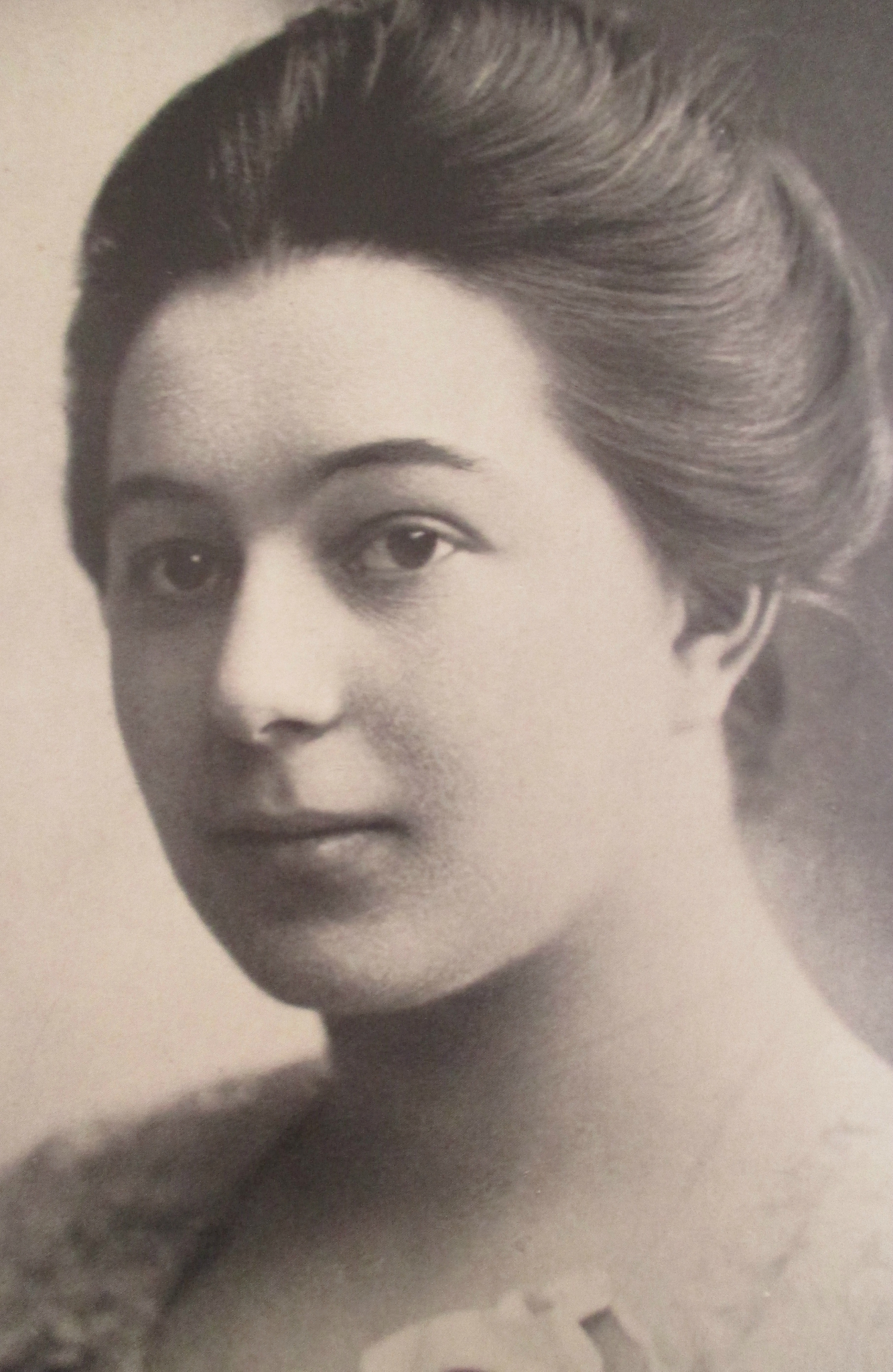
Sonia Delaunay (um 1912)

Sonia Delaunay-Terk (russisch Соня Делоне-Терк; * 14. November 1885 in Gradischsk, Gouvernement Poltawa, Ukraine, gehörte damals zum Russischen Kaiserreich; † 5. Dezember 1979 in Paris) war eine ukrainisch-französische Malerin und Designerin. Sie gilt als Vertreterin der geometrischen Abstraktion. Ihr Geburtsname war Sarah (andere Angabe: Sophia) Ilinitchna Stern. Den Namen Sonia Terk, unter dem sie bekannt ist, erhielt sie 1890 nach der Adoption durch ihren Onkel. Sie wird in der Literatur auch Sonia Delaunay genannt.

## Leben und Werk

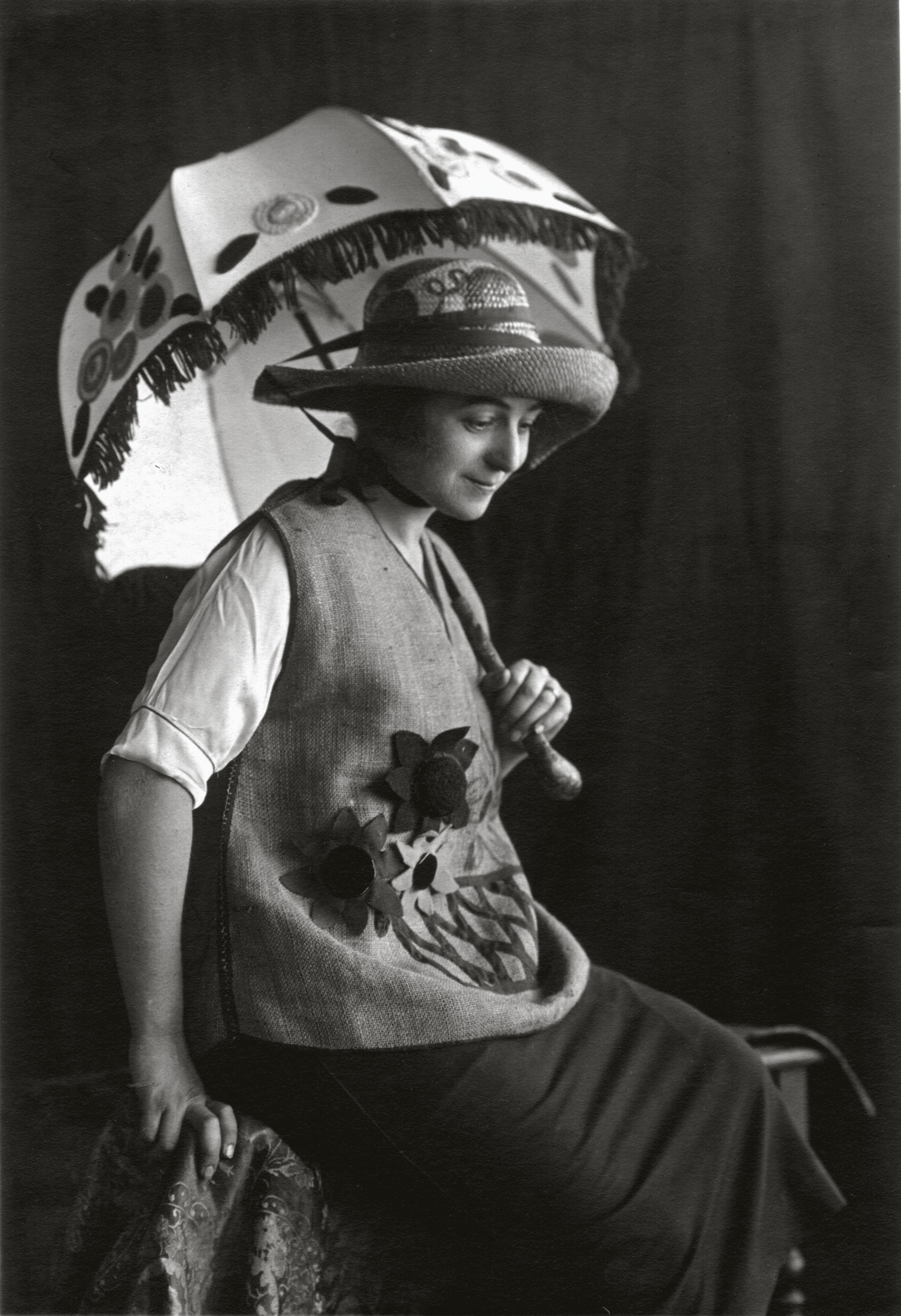
Sonia Delaunay in einer Casa Sonia Kreation, Madrid, um 1920

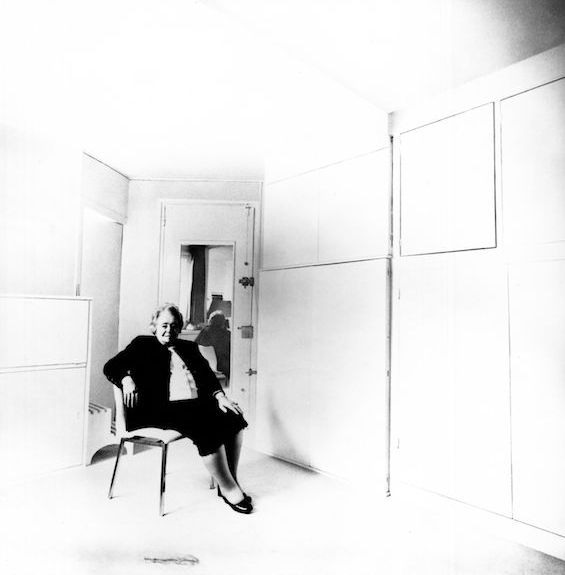
Sonia Delaunay fotografiert von Lothar Wolleh

Sonia Delaunay wurde als Sarah Stern in Gradischsk im Russischen Reich, das heute zur Ukraine gehört, geboren. Sie war das jüngste Kind eines armen jüdischen Ehepaars. Im Alter von fünf Jahren wurde sie von dem Bruder ihrer Mutter, Henri Terk, der als Rechtsanwalt in Sankt Petersburg arbeitete, adoptiert und in Sonia Terk umbenannt. So hatte sie die Möglichkeit, in einem von Musik und Kunst geprägten Umfeld aufzuwachsen und mehrere Sprachen zu lernen. Nach einem Studium in Sankt Petersburg und an mehreren deutschen Kunstakademien, darunter ab 1904 an der Malerinnenschule Karlsruhe. Dort entdeckte sie ihr Interesse am Impressionismus und entschied in der Folge 1905 nach Paris zu ziehen. Sie belegte dort vorübergehend Kurse an der Académie de la Palette, richtete sich aber bald ein eigenes Studio in der Rue Campagne-Première ein. Zu ihren künstlerischen Vorbildern zählten Vincent van Gogh und Paul Gauguin.
Ihre Familie drängte auf eine Rückkehr nach St. Petersburg, um sie dort zu verheiraten. Sie entzog sich, indem sie 1908 in einer Zweckehe den Kunsthändler Wilhelm Uhde heiratete, die er, „pas trop de goût pour les femmes“, ihr auch bieten konnte. In Uhdes Galerie konnte sie 1908 ihre erste Einzelausstellung ausrichten. Bald darauf lernte sie in Uhdes Galerie den gleichaltrigen Maler Robert Delaunay kennen. Die beiden begannen einen enger künstlerischer Austausch. Nach einem Scheidungsverfahren wegen eines fingierten Ehebruchs Uhdes konnten sie im November 1910 heiraten. Da erwartete sie bereits ihren Sohn Charles Delaunay, der im Januar 1911 geboren wurde. Die „Wiegendecke“, die sie aus Stoff und Pelzresten für Charles zusammensetzte, gilt als wegbereitend für die folgenden abstrakten Gemälde sowohl von Sonia als auch von ihrem Mann Robert. Die Decke weist eine Rhythmik aus Rechtecken, gebrochen durch Dreiecke und Diagonalen auf, die sich ähnlich in Roberts Delaunay Gemälde „Les Fenêtres simultanée sur la ville“ von 1912 finden. Die junge Familie erhielt finanzielle Unterstützung von Roberts Mutter, der Gräfin Berthe-Felice de Rose, und von Sonias Onkel Henri Terk.
In den 1910er Jahren stieg Sonia Delaunay in Paris zu einer der experimentellsten Künstlerinnen in Paris auf. So arbeitete sie mit den Dichtern Guillaume Apollinaire, Stéphane Mallarmé und Arthur Rimbaud. Mit dem Schweizer Dichter Blaise Cendrars zusammen entwickelte sie 1913 die Idee des Simultanéismus. Ein bedeutendes Zeugnis dieser gattungsübergreifenden Zusammenarbeit ist das erste Simultanbuch mit dem Titel Prose du Transsibérien et de la petite Jehanne de France, mit dem sie 1913 auf dem Ersten Deutschen Herbstsalon vertreten war, außerdem zeigte sie dort vier Gemälde und zwanzig Bucheinbände.
Ab 1912 entwickelte sie mit ihrem Ehemann Robert Delaunay den sogenannten Orphismus. Hierbei handelt es sich um eine vom Kubismus ausgehende Variante der abstrakten Malerei, bei der vor allem Kreisgebilde mit Simultankontrasten in bunten Farben auf der Grundlage des Farbsystems des Chemikers Eugène Chevreul geschaffen wurden. Ziel des Orphismus war es, ein malerisches Pendant zur reinen Musik zu finden. Durch ihre bedeutenden Beiträge zur Entwicklung einer abstrakten Malerei (insbesondere der Geometrischen Abstraktion) wird sie noch heute nicht nur als eine der ersten weiblichen Vertreterinnen, sondern vielmehr als bedeutende Wegbereiterin dieser neuen Kunstrichtung angesehen. Wie Ida Gerhardi, allerdings in der völlig neuen abstrakten Richtung, malte sie Bilder des Tanzlokals Bal Bullier. Die Kreisformen, die sich durch viele ihrer Gemälde und auch ihre späteren Mode- und Stoffentwürfe ziehen, finden sich auch auf den Eiffel-Turm-Gemälden Robert Delaunay. Dem Eiffel-Turm gegenüber am anderen Ende des Champ de Mars stand damals ein Riesenrad, dass auch Maler wie Marc Chagall zum Motiv wählten.
Während des Ersten Weltkriegs 1914 bis 1918 hielt sich Sonia Delaunay in Spanien, längere Zeit in Madrid, und in Portugal auf, seit 1915 im Seebad Vila do Conde. Dort freundete sich das Ehepaar Delaunay mit dem portugiesischen Maler Amadeo de Souza-Cardoso an. Für ihre großformatigen Gemälde mit den kreisförmigen Motiven gerieten sie unter Spionageverdacht, sie würden damit deutsche U-Booten vor der Küste Signale senden.
Mit der Russischen Revolution von 1917 versiegte die finanzielle Unterstützung des Onkels aus St. Petersburg. Auch Robert Delaunay Gemälde verkauften sich in den Kriegsjahren schlechter. Sonia suchte nach Einkommensmöglichkeiten im Bereich der Angewandten Künste und nahm Kontakt zu Serge Diagilev auf, der mit seinem Ballets Russes mangels Publikum in den Kriegsjahren ebenfalls aus Paris nach Madrid gezogen war. Der Tänzer Vaslav Nijinsky fand gefallen an Sonia Delaunay Malerei und regte an, ein Ballett zu dritt zu inszenieren. Für die Londoner Re-Inszenierung der „Cleopatra“ aus dem Ensemble des Ballets Russes gestaltete Robert Delaunay das Bühnenbild und Sonia Delaunay die Kostüme.
Dies Zusammenarbeit brachte ihr den Ruf einer Avantgardistin in Kostüm- und Modedesign und die Unterstützung einer englischen Bank ein. So konnte sie in einem angesehenen Viertel in Madrid ihre erste Boutique für Innenausstattung und Mode, die Casa Sonia, eröffnen. Sie verkaufte dort Accessoires wie Handtaschen, Sonnenschirme und Lampenschirme und erhielt lukrative Aufträge für die Innenausstattung von Häusern, schließlich sogar für ein neues Theater, das Petit Casino, 1919.
Die beiden kehren 1921 nach Paris zurück, um dort an der neuen Avantgarde teilzuhaben. Tristan Tzara, mit Begründer der Zürcher Dada-Bewegung, war nach Paris gezogen und dort mit Louis Aragon und André Breton aktiv. Sonia Delaunay blieb der abstrakten Stilrichtung treuer als ihr Mann, der 1941 starb. Sie gestaltete weiterhin Kostüme, so auch 1923 für Tristan Tzaras Bühnenstück „Le Coeur à Gaz“. In demselben Jahr zeigte sie Modeentwürfe bei der „Bal Transmental“. Ein Textilfabrikant aus Lyon wurde auf sie aufmerksam und beauftragte sie mit einer Serie von Stoffentwürfen. Mit ihren grafischen, lockeren, weichfallenden Modeentwürfen der 1920er war Sonia Delaunay maßgeblich an der modischen Befreiung der Frauen beteiligt. 1941 arbeitete sie in Südfrankreich mit Sophie Taeuber-Arp, Hans Arp und Alberto Magnelli zusammen. Die künstlerischen Ideen Sonia Delaunays fanden später auch Anwendung in ihren Designer-Werken der Theaterdekoration und der Kostüme. So stattete sie unter anderem im Jahr 1968 das Ballett Danses Concertantes des russischen Komponisten Igor Fjodorowitsch Strawinski aus. Darüber hinaus fertige Sonia Delaunay-Terk Stoffentwürfe, zum Beispiel für den französischen Schauspieler und Autor Jean Poiret. 1975 wurde sie mit der Mitgliedschaft in der französischen Ehrenlegion ausgezeichnet. 1976 vermachte sie dem Centre Georges Pompidou ihr gesamtes grafisches Werk. Sonia Delaunay-Terk starb am 5. Dezember 1979 in Paris.

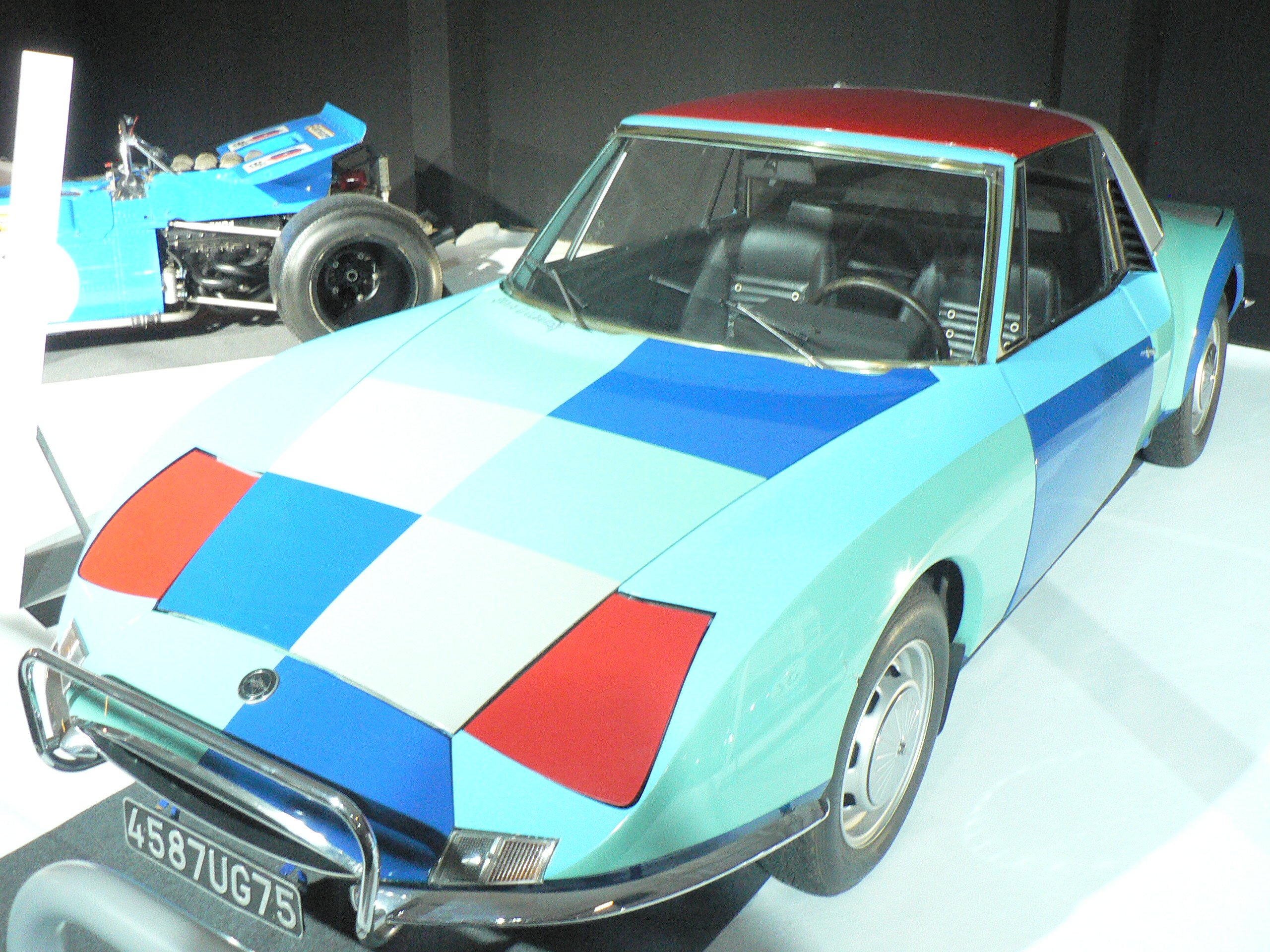
Pariser Autosalon (Oktober 2006)
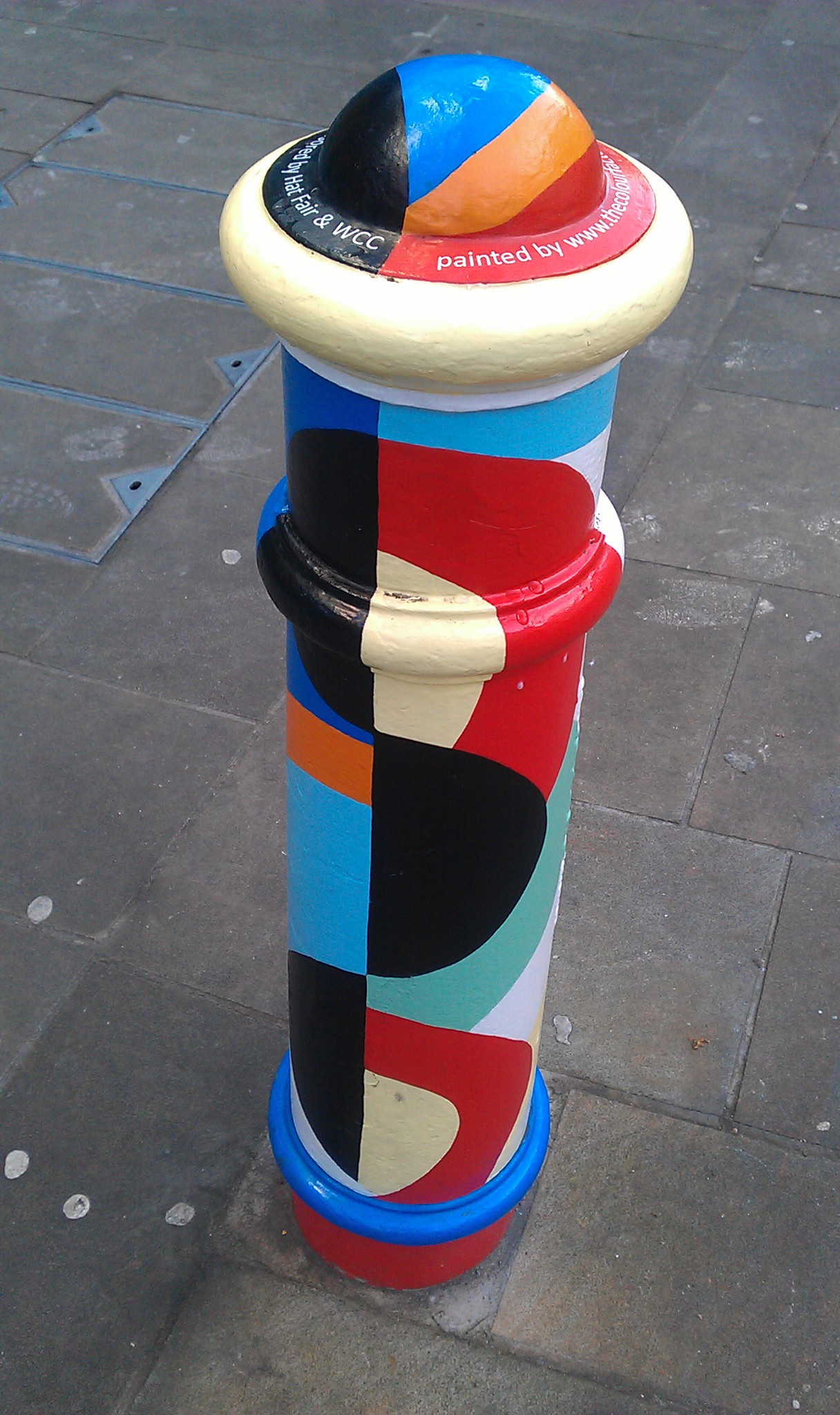
Bemalter Poller, Winchester

## Eponyme
Der Asteroid (6938) Soniaterk ist nach ihr benannt.

## Bekannte Werke
- 1913: Bal Bullier, Musée National d’Art Moderne, Paris
- 1913: La prose du Transsibérien et de la Petite Jehanne de France, wegweisendes Künstlerbuch zusammen mit Blaise Cendrars
- 1914: Elektrische Prismen, Musée National d’Art Moderne, Paris
- Kostümstudien
- Grande Icone I. (Lithographie)

## Ausstellungen
- Sonia Delaunays Welt der Kunst, Kunsthalle Bielefeld, 30. November 2008 bis 22. Februar 2009
- Sonia Delaunay. Les couleurs de l’abstraction, Musée d’art moderne de la Ville de Paris, 17. Oktober 2014 bis 22. Februar 2015, Retrospektive mit über 400 Werken, Wanderausstellung: Tate Modern, London, 15. April bis 16. August 2015[10] Katalog.
- Sturm-Frauen – Künstlerinnen der Avantgarde in Berlin 1910-1932. Schirn Kunsthalle Frankfurt, 30. Oktober 2015 bis 7. Februar 2016